# Crest-Voland
Crest-Voland è un comune francese di 412 abitanti situato nel dipartimento della Savoia della regione dell'Alvernia-Rodano-Alpi.
Il suo territorio comunale è bagnato dalle acque del fiume Arly.

## Società

### Evoluzione demografica
Abitanti censiti